# Romulea villaretii
Romulea villaretii är en irisväxtart som beskrevs av Alain Dobignard. Romulea villaretii ingår i släktet Romulea och familjen irisväxter.
Artens utbredningsområde är Marocko. Inga underarter finns listade i Catalogue of Life.